# ميدل أوف أونر: فانغوارد
ميدل أوف أونور: فانفوارد (بالإنجليزية: Medal of Honor: Vanguard)، هي لعبة فيديو أمريكية، ومن تطوير إي أيه لوس أنجليس وبودكات كريشنز، ونشرها شركة إلكترونيك آرتس، صدرت اللعبة في الأسواق سنة 2007، وتعمل على منصتي بلاي ستيشن 2 ووي، وتدور أحداث الحرب بالجبهة الأوروبية في فترة الحرب العالمية الثانية.